# 바르셀로나 백작 인판테 후안
바르셀로나 백작 인판테 후안(스페인어: Infante Juan, Count of Barcelona, 본명: 후안 카를로스 테레사 실베리오 알폰소 데 보르본 이 바텐베르그(Juan Carlos Teresa Silverio Alfonso de Borbón y Battenberg), 1913년 6월 20일 ~ 1993년 4월 1일)는 알폰소 13세의 3남이자 후안 카를로스 1세의 아버지로서 1941년 2월 28일부터 1975년 11월 22일까지 스페인의 왕위요구자였다.

## 생애
원래는 알폰소 13세의 셋째 아들로 1938년 9월 6일 형 아스투리아스 공 알폰소가 사망하면서 아버지 알폰소 13세의 잠재적 계승자가 되었다. 1941년 3월 8일에는 바르셀로나 백작 칭호를 받았다.
스페인의 총통(국가원수 겸 총리)를 역임하고 있던 프란시스코 프랑코는 자신이 사망한 이후에 스페인의 왕정을 부활시키려는 계획을 수립했다. 프랑코는 자유주의 성향이 강했던 후안을 배제하고 그의 아들로 당시 명목상의 아스투리아스 공이었던 후안 카를로스 데 보르본 이 보르본-도스 시실리아스(Juan Carlos de Borbón y Borbón-dos Sicilias)를 스페인의 왕위 계승자로 지목했다.
1975년 프랑코가 사망하고 그의 아들인 후안 카를로스가 스페인의 후안 카를로스 1세 국왕으로 즉위하면서 후안은 명목상의 스페인 국왕 자리를 포기했다. 1993년에 사망하면서 후안 3세(Juan III)로 추존되어서 묻혔다.
| 전임 알폰소 13세 | 바르셀로나 백작 1941년 3월 8일 ~ 1993년 4월 1일 | 후임 후안 카를로스 1세 |